# Nuevo Jerusalén (östra Ocosingo kommun)
Nuevo Jerusalén är en ort i Mexiko.   Den ligger i kommunen Ocosingo och delstaten Chiapas, i den sydöstra delen av landet, 900 km öster om huvudstaden Mexico City. Nuevo Jerusalén ligger 278 meter över havet och antalet invånare är 162.
Terrängen runt Nuevo Jerusalén är kuperad söderut, men norrut är den platt. Runt Nuevo Jerusalén är det glesbefolkat, med 16 invånare per kvadratkilometer. Närmaste större samhälle är Arroyo Jerusalén, 8,1 km norr om Nuevo Jerusalén. I omgivningarna runt Nuevo Jerusalén växer i huvudsak städsegrön lövskog.